# اومبرتو ناپلو
اومبرتو ناپلو (انگلیسی: Umberto Nappello؛ زادهٔ ۹ مارس ۱۹۹۱) بازیکن فوتبال است.